# Meester van de Vraie cronique descoce
De Meester van de Vraie chronique descoce (meester van de ware kronijke van Schotland) is de noodnaam voor een miniaturist die actief was tussen 1460 en 1480 in Brugge.

## Situering
Bij de studie van het tweede deel van de Chroniques de Hainaut (Brussel, KBR, ms. 9243) waarvan men uit archiefstukken weet dat de verluchting werd verzorgd door Willem Vrelant, bleek dat Vrelant niet alleen verantwoordelijk was voor alle miniaturen. Hij werd hierbij geassisteerd door een tweede miniaturist die zeer nauw met hem samenwerkte, in die mate dat ze samen aan dezelfde miniatuur werkten. Vrelant schilderde dan de hoofdfiguren en liet de afwerking met secundaire personages over aan zijn assistent. M. Caswell herkende in haar studie van het werk en van een vijfdelige Legenda Aurea  naast Vrelant twee andere handen die ze de Saint Andrew Masteren de Wildflower Master noemde. Bernard Bousmanne zag meer gelijkenissen dan verschillen in deze twee en creëerde de noodnaam de Meester van de Vraie chronique descoce naar een tekst met die naam die bewaard wordt in de KBR als ms. 9469-9470. Deze tekst bevat slechts één miniatuur, maar die is volledig van de hand van de meester.

## Werken in samenwerking met Vrelant
Vrelant deed blijkbaar regelmatig een beroep op deze meester om hem te assisteren bij grote werken, want men kan zijn hand terugvinden in onder meer de volgende van zijn werken:
- Chroniques de Hainaut volume 2,  Brussel, Koninklijke Bibliotheek van België, ms. 9243
- Speculum Humilitates van Johannes Gerson, Valenciennes, Bibliothèque municipale, ms. 240
- Livre des Conquestes et Faits d'Alexandre, Parijs, Petit Palais, ms. Dutuit 456
- Legenda Aurea van Jacobus de Voragine, 
  - New York, Pierpont Morgan Library, mss. M672-675
  - Mâcon, Bibliothèque municipale, ms. 3
- Fleur des histoires van Jean Mansel, Genève, Bibliothèque de Genève,ms. fr. 64
- Trésor de sapience (wereldgeschiedenis), Baltimore, Walters Art Museum, ms. W. 307[5]

## Werken
Bernard Bousmanne stelde in 1997 een inventaris op van de werken waaraan deze meester had meegewerkt of die van zijn eigen hand waren. Hij kwam op een totaal van 27 werken, later zijn er hieraan nog een aantal toegevoegd. Naast de werken hierboven beschreven vindt men hierna nog een aantal werken die van de hand van de meester zelf zijn.
- Vraie chronique descoce, Brussel, KBR, ms. 9469-9470.
- Justification de la France contre l’Angleterre, Parijs, Bibliothèque nationale de France, Mss, fr. 5058 (Miniatuur met hetzelfde onderwerp als vorig handschrift)
- Getijdenboek, Baltimore, Walters Art Museum, ms. W. 195
- Getijdenboek, Brussel, KBR ms. IV 377
- Getijdenboek, Londen, British Library, ms. Harley 1211